# Port lotniczy Irbid
Port lotniczy Irbid – port lotniczy położony w mieście Irbid. Jest piątym co do wielkości portem lotniczym w Jordanii. Używany jest przez armię jordańską.